# 加藤雅章の夕刊ほっかいどう
加藤雅章の夕刊ほっかいどう（かとうまさあきのゆうかんほっかいどう）は北海道放送アナウンサーの加藤雅章がパーソナリティを務める、HBCラジオで2004年9月27日にスタートした番組。

## 概要
放送時間は月 - 金 16:00 - 16:40。以前は60分番組だったが、2006年4月よりそれまで内包番組として16:42分頃から放送していた「小沢昭一の小沢昭一的こころ」が分離される形で16:40 - 16:50に、さらにそれまで17時台に放送されていた「中村雅俊マイ・ホームページ」が16:50 - 17:00に移動した為、前身である「夕刊さくらい」から現在まで歴代のHBCラジオ夕方のニュースワイド番組中もっとも放送時間の短い番組となった。
但し、同時期の改編でナイター中継の直前に「夕刊ほっかいどうナイター直前　とれたて!ファイターズ情報」（現・「夕刊ほっかいどうナイター直前ファイターズ情報!!」）と言うナイター直前の情報番組が新設されたため、実質16:00～17:57までのワイド番組と見ることもできる。
また、姉妹番組として「夕刊ほっかいどう マンデースタジアム」（ナイターシーズン・月曜 17:57 - 19:00）、「夕刊ほっかいどうプラス」（ナイターオフ・月曜 17:57 - 18:20、火曜 - 金曜 17:57 - 18:30）を放送していた時期もあった。

## 内容
前半はその日のニュースをいくつか取り上げ、コメンテーターとともに議論を行う。挿入される全国ニュースのリポートは主にTHE NEWSの音声が使われるため、例えば2005年の四国アイランドリーグ開幕を伝えるリポートはJRNの南海放送ではなくJNNのあいテレビによるリポートであった。
後半は夕刊各紙からニュースを一つずつピックアップする。

### 夕刊ほっかいどうナイター直前ファイターズ情報!!
かつてのナイターシーズン限定番組で、ナイター中継直前に放送されていた。
前半は「ファイターズ フラッシュバック」と題して前日までのダイジェストを放送。後半はスターティングラインアップ紹介と球場を結んでの直前情報で送る。
現在は「ナイター直前!ファイターズDEナイト！」で、同様の放送をしている。

## キャスター
- 加藤雅章
- 木村比査子